# Marcin Białas (inżynier)
Marcin Ziemowit Białas – polski inżynier, doktor habilitowany nauk technicznych. Specjalizuje się w metodzie elementów skończonych, mechanice cienkich warstw oraz w mechanice pękania. Pracownik naukowy warszawskiego Instytutu Lotnictwa.
Stopień doktorski w zakresie mechaniki uzyskał w Instytucie Podstawowych Problemów Techniki PAN w 2003 na podstawie pracy pt. Modelowanie rozwoju uszkodzeń w warstwach kontaktowych materiałów, przygotowanej pod kierunkiem Zenona Mroza. W tym samym Instytucie uzyskał habilitację w 2013 na podstawie rozprawy Mechanical modelling of thin films. Stress evolution, degradation, characterization. Swoje prace publikował m.in. w takich czasopismach jak: „Journal of Elasticity”, „Mechanics of Materials”, „Engineering Fracture Mechanics” oraz „Surface and Coatings Technology”.